# Gaspare Barbiellini Amidei
Gaspare Barbiellini Amidei (Mar Arabico, 26 novembre 1934 – Roma, 12 luglio 2007) è stato un saggista, sociologo, giornalista e docente universitario, esponente del liberalismo cattolico contemporaneo italiano.

## Biografia
Gaspare Barbiellini Amidei nacque nel 1934 in mare aperto, a bordo del transatlantico Conte Rosso in navigazione nell'Oceano Indiano. I suoi genitori erano Bernardo Barbiellini Amidei, esponente di spicco del PNF, e Anna Maria Pullè. Nei documenti ufficiali, Barbiellini Amidei risultava nato a Marciana nella “sua” isola d'Elba, patria elettiva. L'amore per l'Elba ed il suo mare, il continuo ritorno a casa resteranno costantemente uno dei punti focali della vita privata: nell'isola infatti vivevano tutti i suoi familiari, compresa la moglie Clarice e i due figli. Nel 1940 perse il padre Bernardo, caduto in guerra in Grecia e decorato di Medaglia d'oro al valor militare alla memoria.
Laureato con lode con una tesi sulle Dodici tavole, Barbiellini fu poi ordinario di Filosofia e Sociologia della Conoscenza in diverse università italiane (Ca' Foscari, Bergamo, L'Aquila e Tuscia) nonché visiting professor all'Università della Svizzera italiana.

### La carriera giornalistica

Gaspare Barbiellini Amidei (a destra) con Eugenio Montale (archivio Corsera)

Alla fine del 1952, appena diciottenne, Gaspare Barbiellini Amidei iniziò il praticantato (obbligatorio per chi vuole intraprendere la professione di giornalista in Italia) presso il quotidiano politico Secolo d'Italia. Raggiunse in pochi anni il grado di redattore capo (con Giorgio Almirante direttore), poi passò a Il Giornale d'Italia .
Poco più che trentenne, nella seconda metà degli anni sessanta entrò al Corriere della Sera. Cominciò dalla pagina della Cultura, di cui divenne in seguito responsabile. Gestì i rapporti con le grandi firme del Corriere: Eugenio Montale, Alberto Moravia e Pier Paolo Pasolini che Barbiellini volle portare sulla prima pagina del quotidiano milanese.
(Massimo Nava, «Corriere della Sera», 13 luglio 2008)
Al Corriere raggiunse il grado di vicedirettore vicario.
Andò poi a Roma a dirigere Il Tempo (dal 1987 al 1989). In seguito tornò a scrivere sul Corriere della Sera, come editorialista. Sempre particolarmente attento al rapporto genitori-figli, collaborò per molti anni con il settimanale Oggi, dove curò la rubrica “I nostri ragazzi”. Collaborò con il supplemento domenicale de Il Sole 24 Ore, Il Quotidiano Nazionale, Il Resto del Carlino e La Nazione. Il Giorno lo accolse come sua prima firma.
A più riprese collaborò con la radio pubblica italiana; ideò e condusse trasmissioni d'informazione e approfondimento sulle reti Rai, su Raisat e Sat 2000.

### La produzione saggistica
La scuola e la condizione giovanile furono fra i temi prediletti della sua produzione giornalistica e saggistica, per aiutare gli adulti a comprendere i figli e i ragazzi a capire i genitori, per contrastare la rassegnata decadenza della scuola italiana.
Per oltre 15 anni dalle pagine del settimanale “Oggi”, nella rubrica “I nostri ragazzi” (titolo anche di una serie di fortunati libri), Barbiellini Amidei raccontò la quotidianità del rapporto con i figli, l'importanza della chiarezza dei ruoli, la centralità della scuola, la necessità di principi e valori.
Nei numerosi saggi indicò la scuola e lo studio quali tappe imprescindibili di una cittadinanza responsabile, di ogni sviluppo professionale, in primis nel giornalismo, di valorizzazione della civiltà. Uomo di fede profonda, è stato uno dei più acuti esponenti del liberalismo cattolico italiano degli ultimi quarant'anni.
Autore di diversi saggi sul pensiero cristiano e sul marxismo (“Dopo Maritain”, “Il minusvalore”, “La riscoperta di Dio”, “Perché credere”), si era formato sui testi di Maritain e Simone Weil contribuendo alla divulgazione in Italia del loro pensiero. In Dopo Maritain, aveva rilanciato la raccomandazione del maestro francese alla Chiesa cattolica di riappropriarsi della dimensione di popolo. Tenere insieme nella ricerca vitale del rinnovamento culturale e sociale della religione, le profondità radicate nella Bibbia e nella Patristica e il fervore della fede dei semplici. Perpetuamente in viaggio tra religione di Chiesa e pietà popolare, tra fede e ragione, Gaspare Barbiellini Amidei era un cattolico romano “anche nell'ironia, quella forma di distacco grazie al quale la fedeltà non rinuncia all'intelligenza critica, anzi se ne nutre” (Giancarlo Zizola, Il Sole 24 Ore, 15/07/2007).
Impegnato a raccontare la Chiesa e a spiegarne l'opera e la parola senza essere un vaticanista, cercava sempre di metterne in evidenza la cifra profonda, il messaggio universale, e al tempo stesso di favorirne con i propri scritti la relazione con la società moderna.
Giovanissimo diresse il mensile di cultura Elsinore e fu segretario generale dell'Istituto Accademico di Roma. Da sempre animava il Premio letterario Isola d'Elba - Raffaello Brignetti.
Nella sua carriera di giornalista e saggista ricevette, tra gli altri, i premi Marzotto, Saint Vincent, Estense, Napoli, Hemingway, Gardone, San Benedetto del Tronto.
Di lui, ha ricordato il 12 luglio 2007 il Presidente della Repubblica Giorgio Napolitano, resta “il raffinato intellettuale che come giornalista ha commentato e analizzato con sguardo critico, passione civile ed uno stile narrativo incisivo, i più importanti avvenimenti italiani e mondiali; come scrittore ha offerto lucide testimonianze dei grandi valori della vita, nei rapporti tra genitori e figli, e analizzato in profondità le questioni morali, anche nei loro risvolti politici, la religione nel nostro tempo”.

### Ultimi anni e morte
Alla fine del 2006, in aggiunta alla conduzione di una serie di trasmissioni televisive, era stato nominato primo editorialista per il Quotidiano Nazionale del gruppo Monti-Riffeser comprendente Il Resto del Carlino, Il Giorno e La Nazione. Morì improvvisamente a Roma il 12 luglio 2007.
È sepolto all'isola d'Elba, nel cimitero di Marciana.

## Vita privata
Sposò Clarice de' Medici Tornaquinci con cui ebbe due figli, Beatrice, docente universitaria di Filologia romanza, e Federico, economista alla Banca d'Italia.

## Premio Giornalistico Gaspare Barbiellini Amidei
Il Premio Giornalistico Gaspare Barbiellini Amidei intende valorizzare il miglior articolo pubblicato su giornali, periodici e web e il miglior servizio radio-televisivo trasmesso da emittenti locali e nazionali realizzati da due giornaliste/i sotto i 35 anni che abbiano saputo raccontare l'Italia, l'Europa contemporanea anche in una prospettiva internazionale, come appare agli occhi di chi è nei primi anni della professione, con l'obiettivo di incoraggiare un giornalismo libero, innovativo e di qualità.
Il Premio è nato nel 2008 sotto l’Alto Patronato del Presidente della Repubblica, con il patrocinio dell'Ordine Nazionale dei Giornalisti, dell'Ordine dei Giornalisti del Lazio, della Federazione Nazionale Stampa Italiana, dell'Associazione Ticinese dei Giornalisti e della Città di Lugano, in collaborazione con il Comune di Marciana.
Sono stati giurati speciali per le passate edizioni anche Andrea Riccardi, Ferruccio de Bortoli, Fulco Pratesi, Tullio De Mauro, Stefano Rodotà, Umberto Eco, Dacia Maraini, Staffan de Mistura, Cristina Comencini, Ermanno Olmi e Laura Morante.

## Opere
- Dopo Maritain, Torino, Borla, 1967.
- Il minusvalore, Milano, Rizzoli, 1971.
- Il re è un feticcio. Storia di cose, con Bachisio Bandinu, Milano, Rizzoli, 1976.
- I labirinti della sociologia, con Ulderico Bernardi, Bari, Laterza, 1976.
- Carovana di carta, Milano, Rizzoli, 1978.
- I nostri ragazzi, Milano, Rizzoli, 1982.
- I nostri ragazzi crescono, Milano, Rizzoli, 1983.
- La riscoperta di Dio, Milano, Rizzoli, 1984. ISBN 88-17-53083-2.
- Storia di lei, Milano, Rizzoli, 1986. ISBN 88-17-66038-8.
- I nuovi ragazzi, Milano, Rizzoli, 1987. ISBN 88-17-53084-0.
- Il potere, Milano, Rizzoli, 1988. ISBN 88-17-53085-9.
- Gli uomini di carta, Milano, Rizzoli, 1989. ISBN 88-17-53079-4.
- Ragazzo, dove vai? Esperienze di un genitore, Milano, A. Mondadori, 1990. ISBN 88-04-33645-5.
- Perché credere?, Milano, A. Mondadori, 1991. ISBN 88-04-33932-2.
- Noi ragazzi, noi genitori, Casale Monferrato, Piemme, 1992. ISBN 88-384-1859-4.
- La grammatica della vita. Come trovare l'equilibrio con se stessi tra le piccole e le grandi cose della realtà quotidiana, Milano, A. Mondadori, 1993. ISBN 88-04-35407-0.
- Come insegnare l'educazione ai vostri figli, Casale Monferrato, Piemme, 1994. ISBN 88-384-2227-3.
- Quel profondo desiderio di Dio, Casale Monferrato, Piemme, 1996. ISBN 88-384-2435-7.
- L'amore è salvo, Milano, A. Mondadori, 1996. ISBN 88-04-37960-X.
- New age-next age. Facile dea, Casale Monferrato, Piemme, 1998. ISBN 88-384-4017-4; 1998. ISBN 88-384-4183-9.
- Le domande di tutti. Ci sono cose che sappiamo, cose che non sappiamo, cose che vorremmo sapere, Milano, Rizzoli, 2002. ISBN 88-17-13659-X.
- Picasso. Guernica, Roma, Sinnos-Biancoenero, 2006. ISBN 88-7609-070-3.
- Quella bottega di via Montenapoleone, con Aldo Lorenzi, Milano, Hoepli, 2007. ISBN 978-88-203-3904-3.
- Scegliere. Sette incontri per imparare a decidere della propria vita, Milano, Fabbri, 2008. ISBN 978-88-451-4448-6.
- Quel ragazzo di via Solferino. Una lezione di giornalismo, Venezia, Marsilio, 2009. ISBN 978-88-317-9890-7[4]